# Tacuarendí
Tacuarendí is een plaats in het Argentijnse bestuurlijke gebied General Obligado in de provincie Santa Fe. De plaats telt 2.828 inwoners.